# 张支铁
张支铁（1955年—），四川甘洛人，彝族，中华人民共和国政治人物、第十一届全国人民代表大会四川地区代表。
毕业于西南民族学院畜牧兽医专业，是中共党员。任四川省凉山州委副书记、州长。2008年起担任全国人大代表。